# Oecobius caesaris
Espèce
Oecobius caesaris est une espèce d'araignées aranéomorphes de la famille des Oecobiidae.

## Distribution
Cette espèce est endémique de La Gomera aux îles Canaries en Espagne,.

## Description
Le mâle holotype mesure 1,6 mm et la femelle paratype 2,1 mm.

## Publication originale
- Wunderlich, 1987 : Die Spinnen der Kanarischen Inseln und Madeiras: Adaptive Radiation, Biogeographie, Revisionen und Neubeschreibungen. Triops Verlag, Langen, West Germany, p. 1-435.